# Ki nevet a végén? (társasjáték)
A Ki nevet a végén? (a 60-as és a 70-es években Kocog és kidob címen is forgalmazták Magyarországon) egy táblás, kockadobásos társasjáték, elsősorban kisebb gyerekek részére, azóta számtalan különféle kiadásban és címen megjelent, gyakran Ludo, vagy egyéb fantázianeveken.
A játék legismertebb neve, a „Ki nevet a végén?” egy szólásra utal: „Az nevet legjobban, aki utoljára nevet.” Ez a játékhoz úgy kapcsolódik, hogy ha egy játékos már közel van a célhoz, még mindig leütheti egy másik játékos, és kezdheti az utat elölről. Ugyanezt a mondanivalót tartalmazza a játék egy korábbról ismert neve: Ne nevess korán!.
A játék az indiai parcheesi vagy pachisi (ejtsd: parcsízi, pacsíszi) játékból ered, feltételezések szerint a 6. századbeli Kör és kereszt játék módosulásaként, amely Koreában Junnori címen ismert.

## Játéktábla
Magyarországon jellemzően kétféle táblán játsszák, a német eredetű, 1914-ben megjelentetett Mensch ärgere Dich nicht és az 1896-ban megjelentetett angol Ludo táblán (mely fordított színezésétől eltekintve megegyezik az angol haditengerészetben elterjedt Uckers táblájával). A két tábla közti legnagyobb különbség, hogy a német verzióban a kerti út négy mezője maga a ház, emellett a német tábla 40, az angolszász tábla 52 mezőt tartalmaz (melyből egy játékos csak 51-et használhat, hisz a saját bázisa előtti sarokmezőre nem léphet).

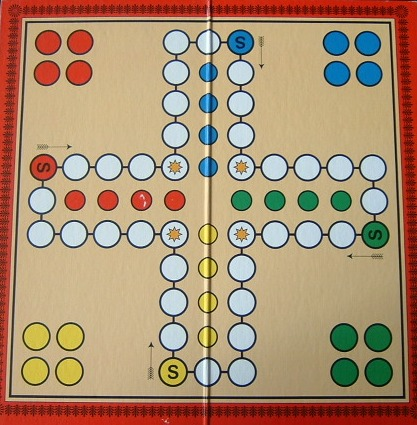
Mensch ärgere Dich nicht tábla
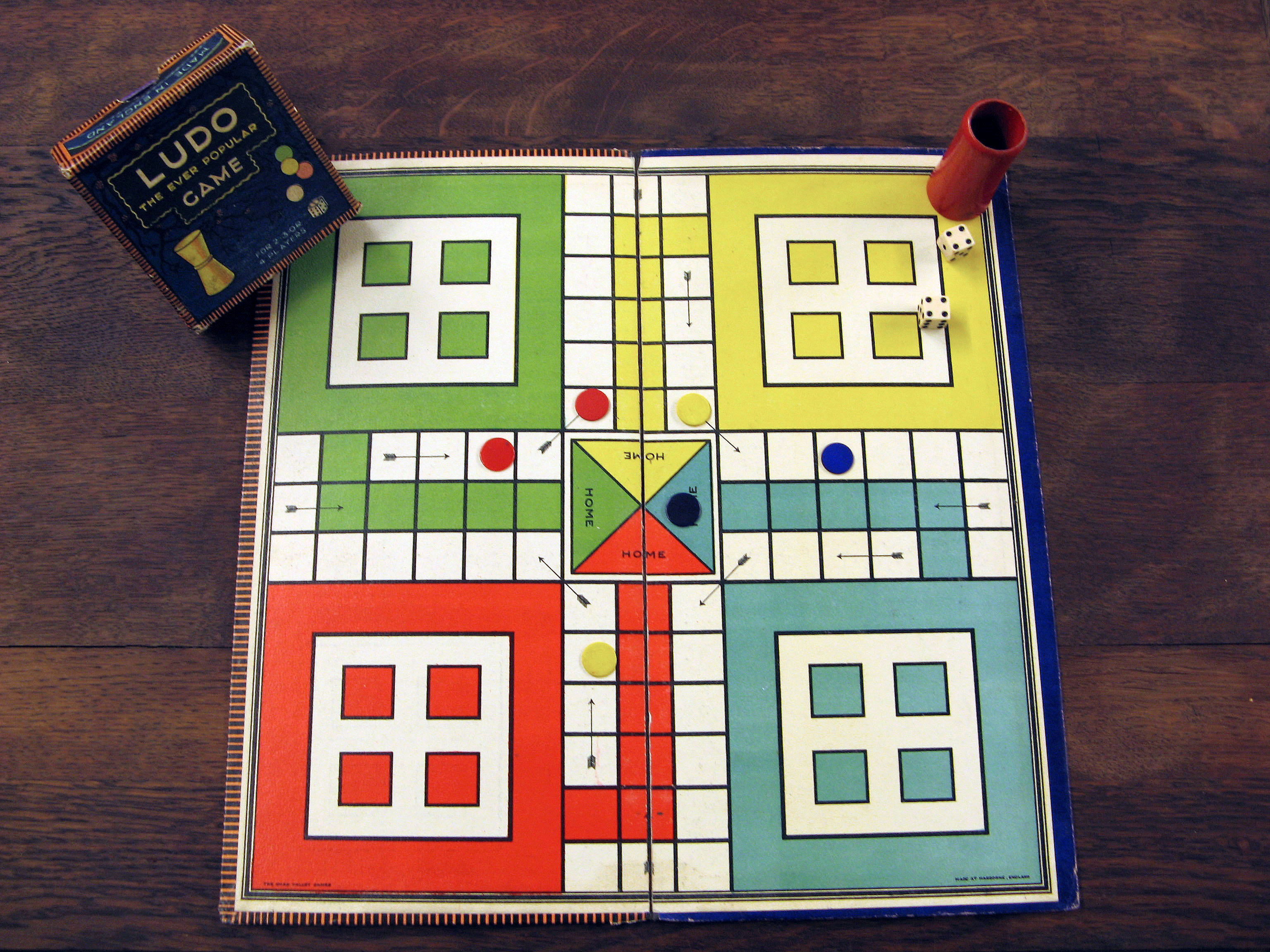
Ludo tábla
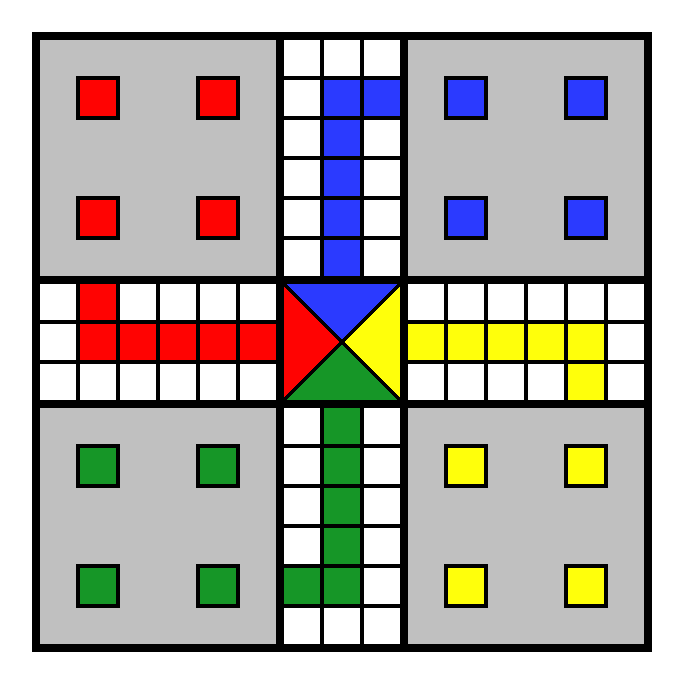
Uckers tábla

## Szabályok
Egy játékosnak négy azonos színű bábuja van, ezeket kezdés előtt a pályán kívül kijelölt helyekre kell tenni
A játék célja mind a négy figurát a pályán körbejáratva eljuttatni a pálya közepén levő kis területre, amelynek neve ház.
A játékosok egy kockával dobnak.
Egy bábut az azonos színnel jelölt startmezőn át kell játékba hozni, itt nyíl is mutatja a haladás irányát. A játékba hozásra akkor van lehetőség, ha a játékos 6-ost dob. A bábut a színes mezőre kell helyezni, ilyenkor a játékos még egyet dobhat, de harmagyárra már nem dobhat újat.Ha a startmezőn saját bábu áll, akkor oda nem tehető ki újabb bábu. 6-os dobás esetén nem kötelező pályán kívül levő bábut játékba hozni.
A játékos a dobás után a bábujával a megfelelő számú mezőt lép menetirányba. Amikor több bábuja van a pályán, akkor a játékos eldöntheti, hogy melyikkel lép. A bábuk átugorhatják egymást, de az átugrott mező is beleszámít a lépésbe. Ha egy bábu körbeért a pályán, akkor a saját startmezője előtt befordul az azonos színű kerti útra, és halad a ház felé. Amelyik bábu beért a házba, az nem lép többet.
A játékos nem léphet a bábujával úgy, hogy végül olyan mezőn álljon meg, amelyen saját bábuja van. Ha nincs más lépésre lehetősége, akkor a játékos nem lép.
Ha a játékos egy bábuval olyan mezőre lép, amelyen egy másik színű bábu van, akkor azt a bábut kiüti, és azt a megfelelő színű, pályán kívüli várakozóhelyre kell visszatenni, és a szabály szerint kell újra játékba hozni. A „kerti úton” haladó bábu már nem üthető ki. Leüthető viszont az a bábu is, amelyik a színes startmezőn áll.
A játékos taktikai lehetőségei arra szorítkoznak, hogy mikor melyik bábuval lép, illetve 6-os dobás esetén játékba hozza-e egy bábuját.

## Szabályváltozatok
A játék nagyon egyszerű, ezért sokféle szabályváltozat, „háziszabályok” alakultak ki, nem utolsósorban a gyerekek kedvéért. 
A játékosok az esetleges szabályváltoztatásokat a játék kezdete előtt beszélik meg, egyöntetűen elfogadva alkalmazzák! Ilyen lehetőségek lehetnek az alábbiak:
- 6-os dobás esetén a játékos újra dobhat.
- Egy kocka helyett kettővel dobunk.
- Két kocka használatakor a két számértéket két külön bábuval léphetjük le, a választásunk szerint.
- Ha a lépések végén saját bábuval már elfoglalt mezőre érkeznénk, akkor léphetünk, de a másik bábu előtti mezőn kell megállnunk.
- Megengedett az is, hogy egy mezőn két bábuval álljunk.
- Ha egy mezőn két bábuval állunk, akkor azt a mezőt más bábu nem ugorhatja át, és a két bábu ütés ellen védett.
- A startmezőre kilépett bábu lehet ütés ellen védett.
- Nehezítés, ha a házba csak pontos kockadobással léphetünk be. Ilyenkor lehet úgy játszani, hogy a szükségesnél nagyobb szám esetén a bábu nem lép, vagy elmegy a házig, de onnan kifelé haladva fejezi be a lépését.
- Van olyan tábla, amelyen védett mezők találhatóak, az azon álló bábut nem lehet kiütni.
- Négy játékossal játszott Uckers esetén a szemben elhelyezkedő játékosok csapattársak.
- Van olyan játéktábla, amelyen hatágú csillaghoz hasonlóan halad a pálya, és hat személy játszhat vele.

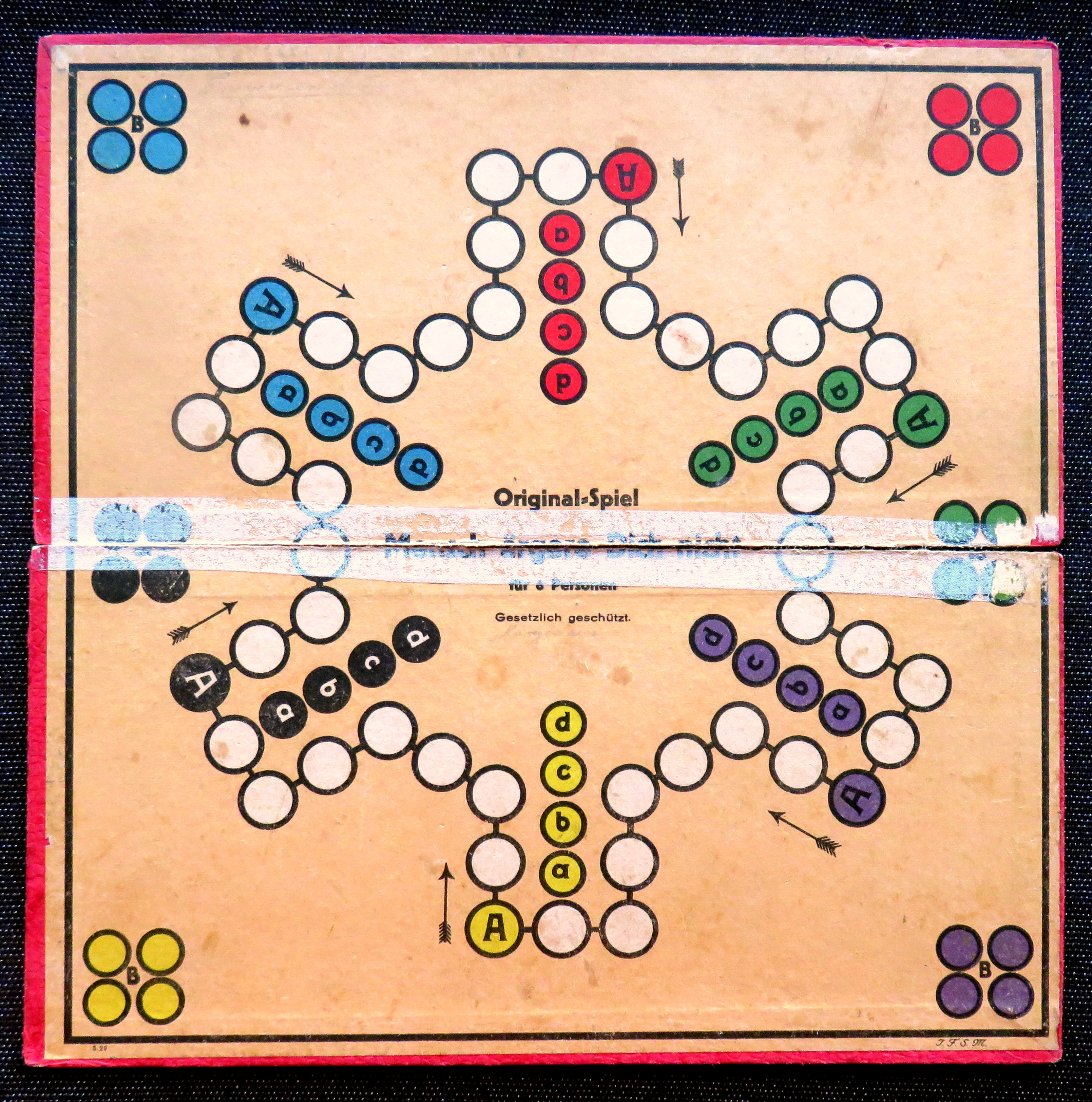
Hatszemélyes Mensch ärgere Dich nicht tábla
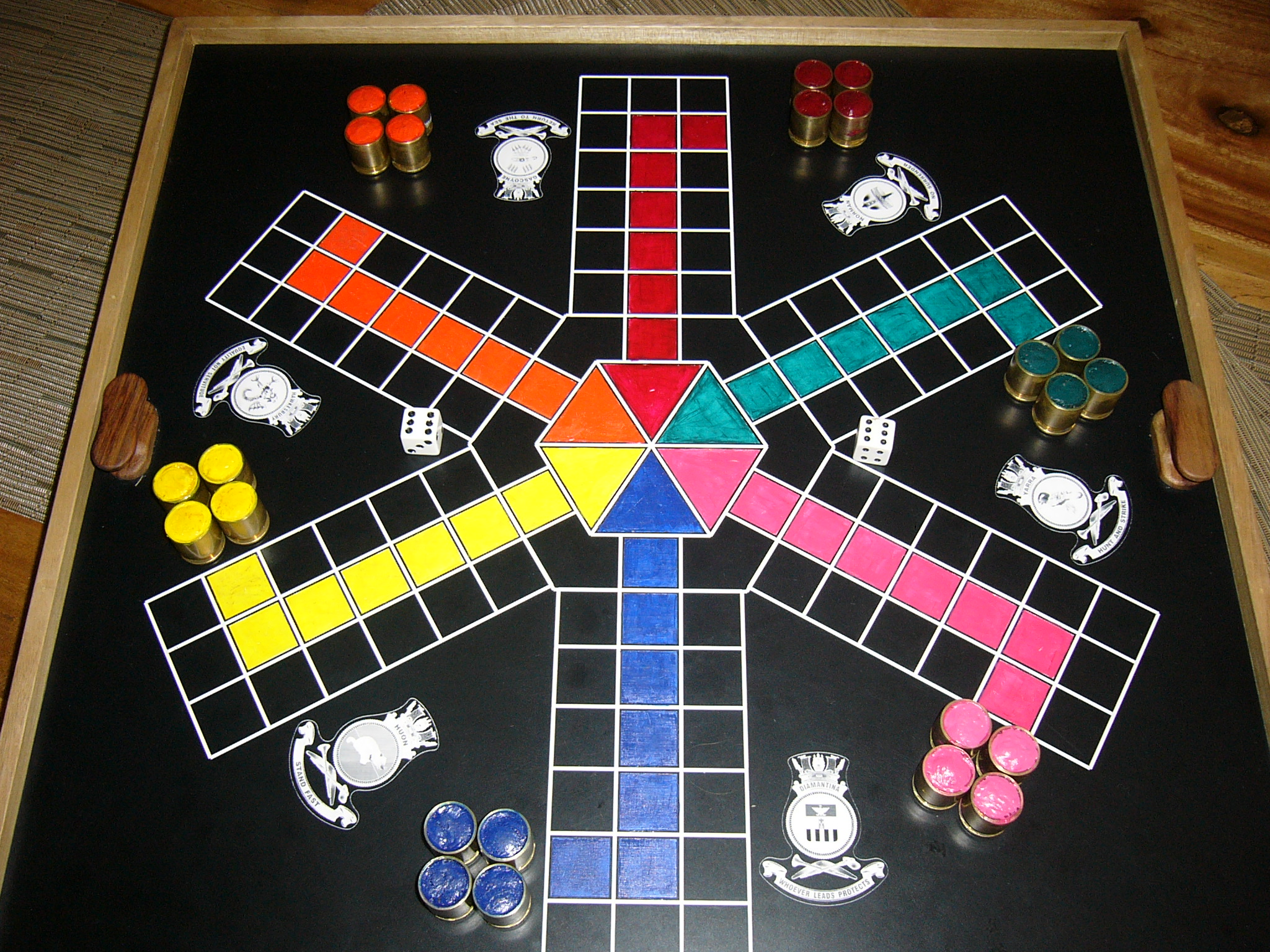
Hatszemélyes Uckers tábla